# Bohuslänska Curlingklubben
Bohuslänska Curlingklubben är en curlingklubb i Uddevalla bildad 1852. Den är Sveriges äldsta curlingklubb och Sveriges näst äldsta idrottsförening, endast Uppsala Simsällskap är äldre. 
Den skotske affärsmannen William Andrew MacFie tog curlingen med sig till Uddevalla på 1840-talet och 1852 bildades Bohuslänska Curlingklubben, som fortfarande är en av landets mest aktiva klubbar. 
Bohuslänska Curlingklubben var länge landets enda curlingklubb. Klubben demonstrerade sporten vid Nordiska spelen 1901, vilket gjorde att sporten fick fäste i Stockholm. Första matchen mot lag från annan ort spelades 75 år efter klubbens bildande, i Karlstad 1927.